# Вольненский сельский совет (Новомосковский район)
Вольненский сельский совет (укр. Вільненська сільська рада) — входит в состав
Новомосковского района
Днепропетровской области
Украины.
Административный центр сельского совета находится в 
с. Вольное.

## Населённые пункты совета
- с. Вольное
- с. Хащевое